# Sarcophaga weyeri
Sarcophaga weyeri är en tvåvingeart som beskrevs av Zumpt 1972. Sarcophaga weyeri ingår i släktet Sarcophaga och familjen köttflugor. Inga underarter finns listade i Catalogue of Life.